# رایت کینگ
رایت کینگ (انگلیسی: Wright King؛ ۱۱ ژانویهٔ ۱۹۲۳ – ۲۵ نوامبر ۲۰۱۸) هنرپیشه اهل ایالات متحده آمریکا بود. وی بین سال‌های ۱۹۴۹ تا ۱۹۸۷ میلادی فعالیت می‌کرد.
از فیلم‌ها یا برنامه‌های تلویزیونی که وی در آن نقش داشته‌است می‌توان به اتوبوسی به نام هوس، جسور و شجاع، یورش دختران زنبوری، و ترغیب دوستانه اشاره کرد.